# Antoine de Croÿ
Antoine de Croÿ, mort le  21 septembre 1495 à Chypre, est un  prélat français de la fin du XVe siècle, évêque de Thérouanne.

## Biographie
Antoine de Croÿ appartenait à la puissante maison de Croÿ. Il est fils de Philippe Ier de Croÿ et de Jacqueline de Luxembourg. En 1485 il est nommé évêque de Thérouanne, en Picardie. Il meurt à l'île de Chypre en 1495 au retour d'une voyage à Jérusalem.

## Sources
- Jürgen Karbach: Die Reise Herzog Alexanders von Pfalz-Zweibrücken und Graf Johann Ludwigs von Nassau-Saarbrücken ins Heilige Land 1495/96. Zeitschrift für die Geschichte der Saargegend, 45. Jg., Saarbrücken 1997, pp. 11–118, Antoine de Croÿ p. 41, 46, 83 ff.